# Ферфілд (Пенсільванія)
Ферфілд (англ. Fairfield) — місто (англ. borough) в США, в окрузі Адамс штату Пенсільванія. Населення — 526 осіб (2020).

## Географія
Ферфілд розташований за координатами 39°47′20″ пн. ш. 77°22′11″ зх. д. / 39.78889° пн. ш. 77.36972° зх. д. (39.789021, -77.369807).  За даними Бюро перепису населення США в 2010 році місто мало площу 1,74 км², уся площа — суходіл.

## Демографія
Згідно з переписом 2010 року, у селищі мешкало 507 осіб у 240 домогосподарствах у складі 142 родин. Густота населення становила 292 особи/км².  Було 263 помешкання (151/км²).
Расовий склад населення:
| - 95,5 % — білих - 2,4 % — чорних або афроамериканців - 0,2 % — азіатів |

До двох чи більше рас належало 1,2 %. Частка іспаномовних становила 2,4 % від усіх жителів.
За віковим діапазоном населення розподілялося таким чином: 16,4 % — особи молодші 18 років, 55,6 % — особи у віці 18—64 років, 28,0 % — особи у віці 65 років та старші. Медіана віку мешканця становила 47,4 року. На 100 осіб жіночої статі у селищі припадало 79,2 чоловіків;  на 100 жінок у віці від 18 років та старших — 77,4 чоловіків також старших 18 років.
Середній дохід на одне домашнє господарство  становив 56 524 долари США (медіана — 51 875), а середній дохід на одну сім'ю — 64 792 долари (медіана — 54 545). Медіана доходів становила 48 750 доларів для чоловіків та 37 083 долари для жінок. За межею бідності перебувало 13,4 % осіб, у тому числі 24,7 % дітей у віці до 18 років та 10,3 % осіб у віці 65 років та старших.
Цивільне працевлаштоване населення становило 254 особи. Основні галузі зайнятості: освіта, охорона здоров'я та соціальна допомога — 25,2 %, мистецтво, розваги та відпочинок — 20,5 %, будівництво — 9,1 %, виробництво — 8,3 %.